# Paul Lafargue
Paul Lafargue (Santiago de Cuba, 1842. január 15. – Draveil, Essonne, 1911. november 26.) francia szocialista, forradalmár, a franciaországi marxizmus egyik első képviselője.

## Élete
Apja régi ültetvényes földbirtokos, nagyszülői között francia, mulatt és indián származású úgyszintén megtalálható. 1851-től élt szüleivel Franciaországban. Középiskoláit Bordeauxban és Toulouse-ban végezte, egyetemi tanulmányokat a párizsi egyetem orvosi karán folytatott. Bekapcsolódott az egyetemi ellenzéki mozgalomba, rendszeresen publikált „A Balpart” (La Rive Gauche) című hetilapban. Nézetei részben pozitivisták, részben proudhonisták.
1865 februárjában ő képviselte a francia munkásokat az I. Internacionálé londoni konferenciáján, ahol beszámolt a francia munkásmozgalom helyzetéről. Még ez év októberében a belgiumi Liège-ben Louis Auguste Blanqui részvételével nemzetközi diákkonferenciát szervezett, ahol azt javasolta, hogy Franciaország zászlaját változtassák vörös színűvé. Ezért kizárták az ország összes egyeteméről.

### Emigráció

#### London

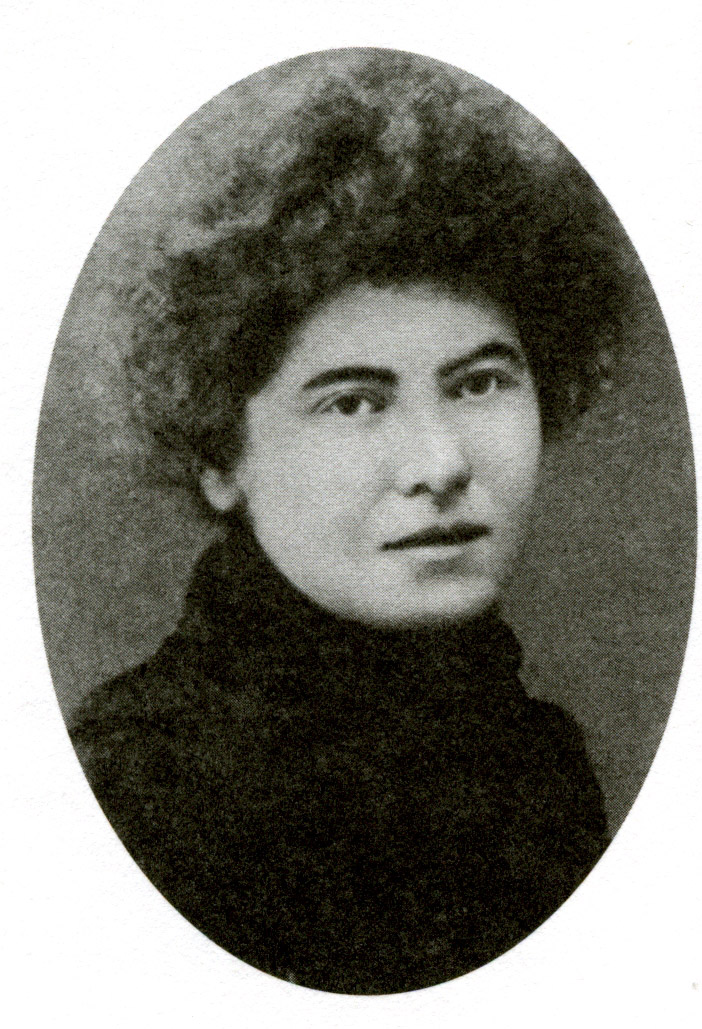
Laura Marx

Az egyetemekről való kitiltása után londoni emigrációba kényszerült. Ott megismerkedett Marx baráti körével, s 1866-ban már az Internacionálé Főtanácsának tagjai közé is beválasztották, nemsokára spanyol levelező titkár lett. Rendszeresen járt Marx házába mozgalmi találkozókra, ahol a hosszú beszélgetések és viták folyamán rengeteget tanult Marxtól, aki éppen azokban az években írta „A tőke” című műve első kötetét. Az 1866-os porosz–osztrák–olasz háború előtt a francia diákok 500 aláírással antimilitarista kiáltványt tettek közzé, s erre Lafargue egy válaszkiáltványt indítványozott az egész Internacionálé számára, mely a Főtanácsban nagy vitát kavart. Az általa és francia társai által kezdeményezett vita végül azzal ért véget, hogy az Internacionálé július 17-i ülésén a háborút elítélő és a munkásokat összefogásra felszólító határozatot hozott.
1866 nyarán eljegyezte Marx középső lányát Laurát, akit 1868-ban feleségül vett. Megszerezte orvosi diplomáját, kezdetben Londonban praktizált, majd különféle pótlólagos vizsgákkal érvényesíttette diplomáját Franciaországra vonatkozóan is.

#### Újra Franciaország
1870-től az ifjú pár Párizsban élt. Lafargue politikai tevékenységét az I. Internacionálé párizsi szekciójában és a blanquisták között folytatta. A porosz–francia háború kitörése után családjával Bordeaux-ba távozott. Ott „Nemzetvédelem” (La Défense Nationale) címmel kiadott egy tiszavirág életű lapot, amelyben forradalmi honvédelmet sürgetett.
1871. március 18-án győzött Párizsban a Kommün. Lafargue április első hetében Párizsba utazott, ahol megbízták a forradalom vidéki népszerűsítésével. Ekkor adta ki a „La Tribune de Bordeaux” című lapot, amely nem volt igazán sikeres. A kommün bukása után egy ideig Franciaországban bujkált, majd Spanyolországba menekült.

### Második emigráció

#### Spanyolország
Adolphe Thiers kormánya gyilkossággal és gyújtogatással vádolta, s kiadatását kérte. A spanyol hatóságok augusztus 11-én letartóztatták, ám a vádakat a francia hatóságok nem tudták bizonyítani, továbbá a közvélemény tiltakozása miatt a kiadatás kudarcba fulladt.
Lafargue egy évig maradt Spanyolországban, ahol bekapcsolódott a munkásmozgalomba. Az Internacionálé Főtanácsának marxista hívei ideológiai harcot vívtak a bakunyinista, anarchista többséggel. Lafargue e frakcióharcot José Mesa y Leompart, Francisco Mora és Pablo Iglesias Posse oldalán folytatta, akikkel együtt részt vett az „El Emancipación” című lap kiadásában. Ennek során spanyol munkáskapcsolatai megerősödtek, illetve Engelssel, az Internacionálé spanyol levelező titkárával is élénk kapcsolatot tartott. A kezdeti sikerek után 1872 áprilisában, a saragossai kongresszuson Lafargue már nem tudott bekerülni a központi vezetőségbe.

#### Újra London

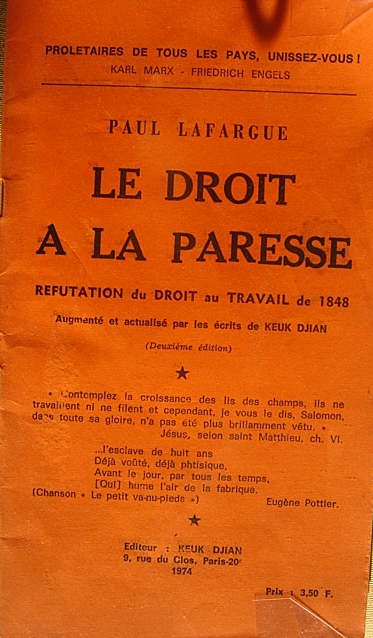
„A lustaságra való jog” egy 1974-es kiadásának címlapja

1872-ben elhagyta Spanyolországot és Londonba költözött, ahol az Internacionálé Főtanácsának újra tagja lett. Jelen volt az Internacionálé 1872 őszi, hágai kongresszusán, ahol a madridi és a lisszaboni szekciókat képviselte. Ezen a kongresszuson csapott össze a Bakunyin és Marx vezette irányzat, mely végül Marx híveinek győzelmével és Bakunyin, illetve szervezetének kizárásával végződött. Lafargue aktív támogatója volt a marxista szárnynak.
Három gyermekének korai elvesztésével élete súlyos törést szenvedett. Tehetetlensége miatt olyannyira csalódott az orvosi hivatásban, hogy feladta szakmáját, s kitanulta a fényképészetet. Fényképészműhelyének jövedelme azonban kevésnek bizonyult a család minimális szinten történő eltartásához, így Engels rendszeres anyagi támogatására szorultak. Engelsszel együtt írta az 1873-ban „Szociáldemokrácia és a nemzetközi munkásegyesülés szövetsége” címmel megjelent munkát, melynek szerkesztésében Marx is részt vett. Ebben az időben Laurával lefordították Engels „A szocializmus fejlődése az utópiától a tudományig” című írását. Erre az időszakra tehető „A lustaságra való jog” (Le Droit á la paresse) című, utólag híressé vált szatirikus művének keletkezése is.
Lafargue figyelemmel kísérte a franciaországi munkásmozgalmat, kapcsolatot tartott a marxista Jules Guesde-del, aki 1877-től megjelentette az „Égalité” című hetilapját, illetve Benoît Malonnal, a Párizsi Kommün és az Internacionálé tagjával, kinek folyóirata, a „Revue Socialiste” kiemelkedő szerepet játszott a mozgalomban. Ekkoriban került napirendre a francia munkáspárt megalakítása, programjának megírásával Guesde-t bízták meg, aki – Marx és Engels iránymutatása alapján – Lafargue-gal közösen készítette el azt. Lafargue az „Égalité”-be mintegy száz cikket írt, melyekben főleg a munkásmozgalom elvi problémáival foglalkozott.

### Amnesztia után
1880. július 11-én a francia kormány amnesztiában részesítette az egykori kommünárokat, de Lafargue csak 1882 áprilisában tért vissza. Egy tisztviselői állást sikerült szereznie, amelyet azonban hamarosan elveszített, s újra Engels rendszeres anyagi támogatását kellett igénybe vennie. 1883-ban jelentek meg a „A lustaságra való jog” és „A tőke vallása” című szatírái, melyek nagy visszhangot keltettek.

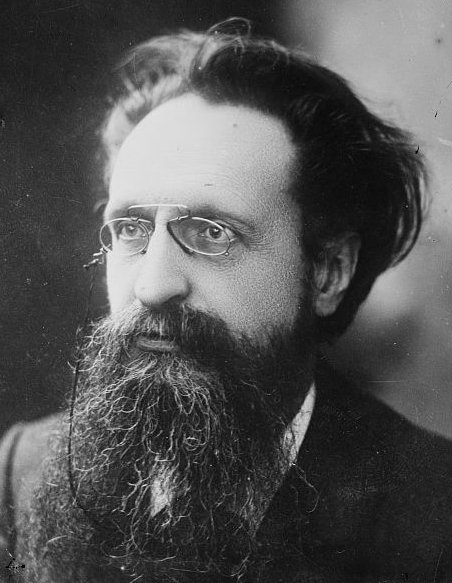
Jules Guesde (1847-1922)

Ekkoriban kiéleződtek az ellentétek a marxisták és reformista „posszibilisták” között, mely 1882-ben a munkáspárt kettészakadását, s Guesde és Lafargue vezetésével a marxista „Parti ouvrier” létrehozását eredményezte. Lafargue nagy lendülettel vetette bele magát a politikai harcokba, s mindig részletes beszámolókat küldött Marxnak és Engelsnek. A reformisták mellett küzdött a szélsőbaloldallal is, határozottan elítélte az egyéni terror taktikáját folytató anarchistákat, akik bombamerényleteikkel, templomfelgyújtásaikkal diszkreditálták a szocialista mozgalmat. A hatóságok az anarchista akciókat a szocialista propaganda hatásának tulajdonították, ezért 1882-ben Lafargue, Guesde és Jean Dormoy bíróság elé került, s ítéletül 6–6 havi börtönbüntetést kapott. Lafargue, Guesde és Dormoy képviselőjelöltként indult az 1885-ös parlamenti választásokon, de nagyon rosszul szerepeltek. Lafargue hajlamos volt túlzott jelentőséget tulajdonítani egy-egy ilyen kudarcnak, s ez az eset is kétségbe ejtette.
A francia munkásmozgalom egyik nagy problémája volt a 80-as évek közepén a nacionalizmus és sovinizmus feltámadása. Az idokínai gyarmatosító háború, az Elzász–Lotaringia visszacsatolását középpontba állító Georges Boulanger mozgalma a munkások elmaradottabb rétegeit is megnyerte céljai érdekében. Kezdetben Lafargue is illúziókat táplált iránta, melynek reakciós, nacionalista, demagóg, militarista voltáról Engels győzte meg. Ezekben az években az internacionalizmus szükségessége mind nyilvánvalóbbá vált. Lafargue oroszlánrészt vállalt a II. Internacionálé előkészítésében és megszervezésében. 1888 októberében a francia szakszervezeti kongresszuson a marxisták indítványára döntöttek arról, hogy az 1889-es párizsi világkiállítással egy időben nemzetközi munkáskongresszust hívnak össze, a szervező bizottság egyik titkárává Lafargue-ot választották. A francia posszibilisták és az angol trade-unionisták egy külön kongresszust készítettek elő ugyanakkorra. Lafargue túlzott harcosságának tompítására Engels közvetítésére is szüksége volt, hogy a munkásegység érdekében a két irányzat tárgyalásokat kezdjen egymással. Az 1889 tavaszán tartott hágai tanácskozás azonban a posszibilisták ellenállása miatt sikertelenül végződött.

#### A II. Internacionálé szervezője

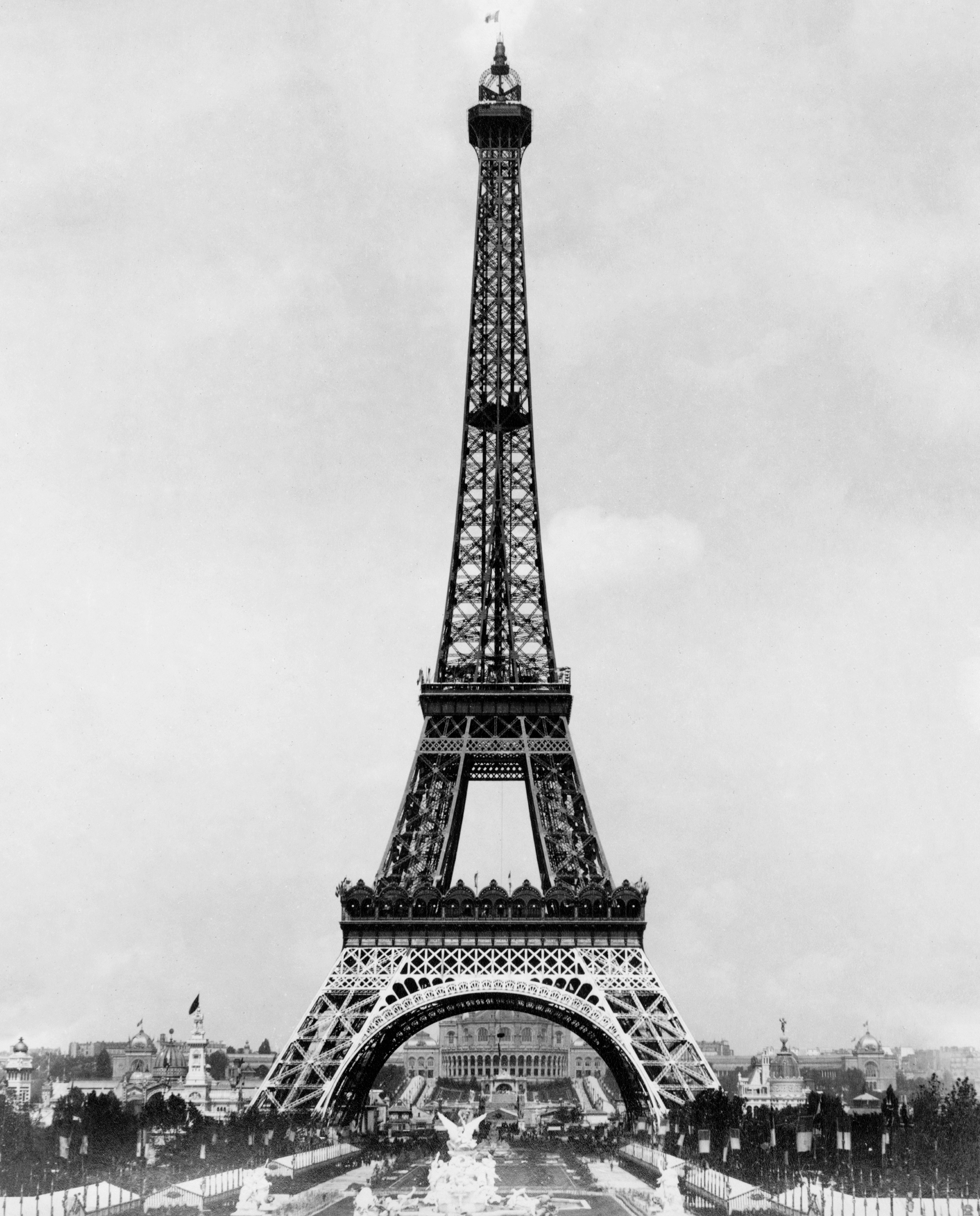
Az Eiffel-torony 1889-ben

A II. Internacionálé alakuló kongresszusa 1889. július 14-én ült össze, melyen 20 ország 391 küldöttje jelent meg. A megnyitó beszédet Lafargue tartotta, s később is aktív részvevője volt a kongresszusnak. A nemzetközi szocialista mozgalom ezzel új lendületet vett, a francia marxista párt is erősödésnek indult. Ez Lafargue-ot túlzott reményekkel töltötte el, s az 1889-es választások kudarca ismét teljesen lesújtotta. Az 1891-es, második május 1-je után letartóztatták, bíróság elé állították és erőszakos terrorra való felbujtásért elítélték. A munkások körében olyan óriási felháborodást váltott ki az ügy, hogy a pótválasztásokon Lille munkásai képviselővé választották, s így a börtönből egyenesen a képviselőházba került. Az 1893-as parlamenti választásokon a Francia Munkáspárt 12 mandátumot szerzett, Guesde bekerült a parlamentbe, Lafargue-ot azonban kibuktatták onnan. Ebben az időszakban kisebb súrlódások keletkeztek közöttük.
A 90-es évek nagyon termékeny periódus volt munkásságában, ekkorra a párt elismert teoretikusa vált belőle. 1892-ben külön kiadványként is megjelent „A lustaságra való jog” (Le Droit à la paresse), amely nagy sikert aratott. Lafargue sosem tett engedményeket sem az idealizmus filozófiája felé, emiatt vitába is keveredett Jean Jaurès-vel, de ugyanígy rendíthetetlen volt az internacionalizmus tekintetében is. Nagy figyelmet szentelt az agrárkérdésnek, a nőmozgalmi kérdéseknek, az értelmiségnek és az irodalomkritikának. Victor Hugóról és Zoláról írott tanulmányaiban megjelenő éles bírálatai nagy vitákat váltott ki nemcsak kortársai, hanem az utókor körében is.
A századforduló környékén az egyébként rendkívül plurális francia munkásmozgalom minden irányzatában megerősödtek az egységtörekvések. Alexandre Millerand belépése a kormányba azonban a reformista nézetek megerősödésének veszélyét idézték fel. Ebben a politikai szituációban tette közzé „A szocializmus és a hatalom meghódítása” (Le Socialisme et la conquête des pouvoirs publics) című brosúráját, mely a reformizmus elleni harc elvi megalapozását szolgálta.
Rendszeresen publikált az antirevizionizmus vezető folyóiratába, a „Neue Zeit”-be és baráti kapcsolatot ápolt Karl Kautskyval. Egyik legeredetibb munkája, melyet az amerikai trösztökről írt (Les trusts américains : leur action économique, sociale, politique), 1903-ban került publikálásra. Jelentősége abban áll, hogy Lenin, Rudolf Hilferding, Bruno Bauer és Franz Mehring előtt mutatott rá a modern kapitalizmus fontos ismérveire: a felgyorsult tőkekoncentrációra, a banktőke szerepének ugrásszerű megnövekedésére, a politikai elit egyre közvetlenebb alárendelődésére a nagytőkének, a relatív elnyomorodás növekedésére, a külpolitikai agresszivitás fokozódására különösen a gyarmati terjeszkedés területén.

### Utolsó évei és halála
Az 1905-ös pártegyesülés után már nem volt jelentős szerepe a párt irányításában, háttérbe húzódott, hosszabb filozófiai munkákat írt. Félt a megöregedéstől, s ez arra indította, hogy Laurával együtt, 1911-ben, 70 évesen öngyilkosságot kövessen el. Hátrahagyott búcsúlevelében a következőképpen írt:
„Testben és lélekben egészségesen ölöm meg magam, mielőtt a nyomorúságos öregség egyenként elrabolná tőlem az élet örömeit és élvezeteit, megfosztana fizikai és szellemi erőimtől, megbénítana, megtörné akaratomat, s magam és mások számára is csak teherré lennék.
Évek óta megígértem magamnak, hogy nem lépem túl a 70. életévet, ezt az évet tűzvén ki, mikor megválok az élettől és határozatom végrehajtására egy hypodermyque cyanhydrikus sav injekciót készítettem.
Azzal a végső örömmel halok meg, hogy biztos vagyok abban, hogy a legközelebbi jövőben győzni fog az az ügy, amelynek 45 éve teljes mértékben odaadtam magam.
Éljen a kommunizmus, éljen a nemzetközi szocializmus!”
A Père-Lachaise temetőben mintegy 15 000 főnyi gyászoló tömeg gyűlt össze búcsúztatására. A sírnál a brit szocialisták részéről Keir Hardie, a németekéről Karl Kautsky, a Párizsi Kommün veteránjainak képviseletében Édouard Vaillant, a pártvezetőségében Jaurés mondott emlékbeszédet. A kommünárok falánál az eszer Rubanovics, az orosz szocialista nők nevében Alekszandra Mihajlovna Kollontaj beszélt, a bolsevikok gyászát pedig Lenin tolmácsolta. Az L’Humanité 1911. november 28-án különszámmal adózott emlékének.

## Öröksége
Lafargue a nemzetközi munkásmozgalom jelentős alakja és egyúttal a franciaországi marxizmus első elméleti képviselője. A Marx utáni kapitalizmus sajátosságainak egyik legelső elemzője, mindazonáltal jellemezte egyfajta szektásság „a szakszervezetek, a Jaurés körül tömörülő reformisták, az értelmiségiek, az »újonnan jöttek« megítélésében.” Marxizmusa sokszor dogmatikus jellegű volt, ezért Marx egyik ironikus kifakadása – Engels interpretációjában – is részben vele kapcsolatban született: „Nos, a franciaországi ún. »marxizmus« kétségtelenül egészen sajátos termék, mégpedig annyira, hogy Marx azt mondta Lafargue-nak: »ce qu’il y a de certain c’est que moi, je ne suis pas marxiste«” (Csak az bizonyos, hogy ha ő az én nem vagyok marxista.)

## Művei nyomtatásban
- Le Droit à la paresse. Préface de Gilles Candar. La Découverte Poche / Essais n°319. 2010. ISBN 9782707159496

## Magyarul
- Kommunizmus és kapitalizmus. Lafargue Pál előadása nyomán közli Mezőfi Vilmos; Boruth Ny., Bp., 1894
- A gazdasági materializmus. Marx Károly tanai alapján írta Lafargue Pál; ford. Alpári Gyula; Népszava, Bp., 1903
- A tulajdon fejlődése; ford. Messinger Géza; Népszava, Bp., 1907
- A tőke vallása; ford. Illés Artur; Népszava, Bp., 1907
- A társadalom fejlődésének törvényei. Jaurès és Lafargue vitája az idealista és materialista történeti felfogásról; Népszava, Bp., 1907
- A társadalom fejlődésének törvényei. Jaurès és Lafargue vitája az idealista és materialista történeti felfogásról; ford. Holló Jenő; Szocialista-Kommunista Munkások magyarországi pártjának kiad., Bp., 1919
- A tulajdon fejlődése; átdolg. Novitzky N. László; Munkás, New York, 1933 k.
- Marx Károly; ford. Mónus Ervin; Népszava, Bp., 1946 (A szocialista tudás könyvtára)
- A tőke vallása tőke szenteskedésének szatirikus leleplezése; ford. Illés Arthur; Socialist Labor Party, New York, 195?
- Válogatott írások; ford. Alpári Gyula et al., bev. Jemnitz János, jegyz. Jemnitz János, Rathmann János; Kossuth, Bp., 1971

## Művei az interneten
- A lustaságra való jog
- http://www.marxists.org/archive/lafargue/index.htm
- http://www.marxists.org/francais/lafargue/index.htm
- http://www.marxists.org/deutsch/archiv/lafargue/index.htm

## Monográfiák, másodlagos források nyomtatásban
- A nemzetközi munkásmozgalom története. Kossuth Könyvkiadó. 1973. szerk.: Csonka Rózsa – Harsányi Iván
- Jemnitz János: Bevezető tanulmány. Paul Lafargue. in.: Válogatott írások. Kossuth Könyvkiadó. 1971. 7–40. old.
- Claude Willard: Le mouvement socialiste en France. 1893–1905. Les guesdistes. Paris, Edition Sociales, 1965.
- Jacques Macé, Paul et Laura Lafargue. Du droit à la paresse au droit de choisir sa mort, L'Harmattan, 220 p., 2001
- Françoys Larue Langlois, Paul Lafargue, Paris, Punctum, 2007
- Leslie Derfler: Paul Lafargue and the Founding of French Marxism, 1842–1882 Harvard University Press, Cambridge, Mass. 1991
- Leslie Derfler: Paul Lafargue and the flowering of French socialism, 1882–1911 Harvard University Press, Cambridge, Mass. 1998
- Fritz Keller: Paul Lafargue 1842–1911 (biografische Notizen); Verein für Geschichte der Arbeiterbewegung, Wien 1995

## Monográfiák, másodlagos források az interneten
- Leslie Derfler: Paul Lafargue and the Founding of French Marxism
- Leslie Derfler: Paul Lafargue and the flowering of French socialism
- Fritz Keller: Paul Lafargue (1842-1911)